# Peter Martin Duncan
Peter Martin Duncan (* 20. April 1824 in Twickenham; † 28. Mai 1891 in Gunnersbury) war ein englischer Paläontologe.

## Leben
Duncan erhielt seine Ausbildung zum Teil an der örtlichen Grammar School von Twickenham und zum anderen Teil in der Schweiz. 1842 nahm er das Studium am medizinischen Zweig des King’s College London auf und erhielt 1846 den Grad eines Bachelor of Medicine. Für kurze Zeit arbeitete er als Assistent eines Arztes in Rochester, ehe er sich als Arzt in Colchester selbständig machte. Er praktizierte von 1848 bis 1860 und bekleidete während dieser Zeit ein Jahr lang das Amt des Bürgermeisters.
1860 kehrte er nach London zurück und war einige Jahre als Arzt in Blackheath tätig. Schließlich gab er das Berufsleben auf und widmete sich ganz der wissenschaftlichen Forschung. Zuerst war die Botanik sein Interessensgebiet, später aber die Geologie und Paläontologie. Zentrales Objekt waren die fossilen Korallen, und 1863 trug er der Geological Society of London die erste Arbeit einer Serie von Aufsätzen über die fossilen Korallen der Westindischen Inseln vor, in denen er nicht nur die Arten beschrieb, sondern auch Schlüsse über die physische Geographie des Tertiärs zog. Duncan weitete seine Arbeit auf Korallen verschiedener geologischer Epochen und verschiedener Weltregionen aus und erwarb sich den Ruf einer führenden Autorität auf dem Gebiet fossiler Korallen. Er veröffentlichte nicht nur Arbeiten über fossile Korallen, sondern auch über einige lebende Formen. Darüber hinaus erschienen Aufsätze über die Echinoidea und andere fossile und lebende Gruppen. Für die Palaeontographical Society bearbeitete er die Gruppe der britischen fossilen Korallen, die Arbeit erschien als Anhang zur Monographie von Henri Milne-Edwards und Jules Haime, die zwischen 1866 und 1872 veröffentlicht wurde. Außerdem war er der Herausgeber von sechs Bänden im Rahmen der Reihe Cassell’s Natural History (1877).
1868 wurde er zum Fellow of the Royal Society gewählt, und 1870 erhielt er den Ruf zum Professor der Geologie am King’s College. 1876 und 1877 war er Präsident der Geological Society, und erhielt 1881 die Wollaston-Medaille der Society.